# アルツハイマー型認知症の生化学
アルツハイマー型認知症の生化学（アルツハイマーがたにんちしょうのせいかがく）では、アルツハイマー型認知症に対する生化学について記述する。
アルツハイマー型認知症は、成人が発症する認知症の代表的な疾患であるが、その生化学的基盤は依然として未知な点が多い。タンパク質のミスフォールディング（折りたたみ異常）がもたらす疾患であることは判明しており、アルツハイマー型認知症の患者の脳からは異常に折りたたまれたアミロイドβタンパク質の蓄積が見られる。また、アルツハイマー型認知症は、タウタンパク質の異常凝集が原因となるタウオパチーと呼ばれる疾患の一種であると考えられている。

## 神経病理学
アルツハイマー型認知症の巨視的特徴としては、大脳皮質と一部の皮質下領域における神経細胞とシナプスの脱落が挙げられる。この脱落により、側頭葉や頭頂葉、あるいは前頭葉や帯状回の一部など、影響を受けた部位に神経変性が発生する。
アミロイド斑と神経原線維変化（neurofibrillary tangle［神経原線維のもつれの意］）は、顕微鏡を使えばはっきりとアルツハイマー認知症患者の脳で確認することができる。アミロイド斑は高密度で、そのほとんどが神経細胞の周囲や外部でタンパク質や細胞物質が蓄積した不溶性の物質である。神経原線維変化は不溶性のねじれた線維で、神経細胞の内部で蓄積したものである。このようなアミロイド斑や神経原線維変化は多くの老人で確認できるものであるが、アルツハイマー型認知症の患者ではこれらの蓄積が特に顕著であり、蓄積する脳内部位も異なっているという特徴がある。

## 生化学
アルツハイマー型認知症は、タンパク質のミスフォールディングによって起こる疾患である（このような疾患をプロテオパチーを呼ぶ）。アルツハイマー型認知症では、脳内で異常に折りたたまれたアミロイドβと呼ばれるタンパク質が蓄積することが分かっている。アミロイドβ（Aβとも表記される）は短いペプチドであり、膜貫通タンパク質である「アミロイド前駆体タンパク質」（Amyloid precursor protein, APP）の異常分解産物である。APPの機能は不明であるが、おそらく神経細胞の発生に関与しているのではないかと考えられている。プレセニリンというタンパク質分解酵素複合体の構成因子があり、APPのプロセシングと分解に関与することが知られている。アミロイドβの単量体は可溶性であり、溶液中にて短いβシート領域とポリプロリンIIヘリックス領域の二次構造を呈するが、膜の内部ではαヘリックスが大部分を占める。しかし、Aβが高濃度に存在すると、Aβは激しいコンホメーション変化を起こしてβシートに富んだ三次構造を呈し、凝集を経てアミロイド線維を形成する。形成されたアミロイド線維は神経細胞の外部に蓄積し、高密度に蓄積したものを「老人斑」（senile plaques, neuritic plaques）、低密度に蓄積したものを「拡散斑」（diffuse plaques）と呼ぶ。また、細かい血管の壁に蓄積することもあり、この場合はアミロイド血管症（amyloid angiopathy）あるいはコンゴーレッド親和性血管障害（congophilic angiopathy）という病名で呼称する。
アルツハイマー型認知症は、タウタンパク質の異常凝集が原因となるタウオパチーと呼ばれる疾患の一種であると考えられている。タウタンパク質は神経細胞で発現している微小管随伴タンパク質で、普段は細胞骨格において微小管の安定化に働いている。他の微小管随伴タンパク質と同じく、タウも普段はリン酸化による調節を受けている。しかしアルツハイマー型認知症の患者を調べてみると、過剰リン酸化されたタウ同士がペアを組んで螺旋状の線維を形成し、それが神経細胞体の内部で神経原線維変化（neurofibrillary tangle）やジストロフィー性神経突起（dystrophic neurite）などとして知られるアミロイド斑に付随する塊として沈着していることが分かった。線維形成のプロセスに関してはほとんど未解明のままだが、最近の研究結果から、パーブリン（parvulin）というタンパク質ファミリーに属するプロリルイソメラーゼの一種を欠損させると、異常タウの蓄積が亢進されることが分かっている。
神経伝達物質アセチルコリンの量は低下する。同じく神経伝達物質であるセロトニン、ノルアドレナリン、ソマトスタチンの量にも減少が見られることが多い。グルタミン酸の量はたいてい増加する。

## 発症機構
アルツハイマー型認知症の組織学的特徴は多くが明らかとなっているが、何が主要な原因となっているかという問題については、3つの仮説が共存しているのが現状である。最も早くに提唱された仮説は、コリン作動性シグナル伝達の欠損が、病気の進行のきっかけになっているのではないか、という物である。その他、タンパク質のミスフォールディングが原因なのではないかと主張する2つの仮説があり、タウタンパク質もしくはアミロイドβがカスケード反応の発端となっているのではないかと言われている。現在、研究者の間でこれら3つの仮説を証明・反証するような経路は発見されていないが、アミロイドβが病気の発端であるとする多くの仮説が提唱されており、これら3つの可能性の中では最近になって最も幅を利かせる仮説となっている。

### コリン作動性仮説
最も長い歴史を持つ仮説が「コリン作動性仮説」である。この仮説によれば、アルツハイマー型認知症はアセチルコリンの産生不全によって発症するという。アセチルコリンとは生存に必須の神経伝達物質である。昔に行われた多くの研究は、この仮説に則って行われた。例えば「コリン作動性核」の修復などがそれである。この仮説に則って、細胞置換治療などの可能性が模索された。第一世代の抗アルツハイマー医療はすべてこの仮説に基づいて行われ、アセチルコリンを守るためにアセチルコリンエステラーゼ（アセチルコリンを分解する酵素）の阻害薬が用いられた。これらの治療法は、場合によって有益だったことはあったものの、治癒という意味において成功した事例はなかった。全ての事例において、治療の対症療法としては役に立ったが、アルツハイマー型認知症という疾患自体を治療したり進行を阻止したりするものではなかったのである。これらの結果や他の研究などから、アセチルコリンの不全はアルツハイマー型認知症の直接の原因ではなく、広汎に及ぶ組織破壊が原因であることが結論付けられた。この組織破壊はあまりに広汎に及ぶため、細胞置換医療は現実的ではないと考えられた。さらに最近では、コリン作動性効果がアミロイド班や神経原線維変化の潜在的な原因因子であり、一般的な神経炎症の原因となっている可能性が提唱された。
より最近では、ミスフォールドし凝集したタンパク質（アミロイドβとタウ）の影響が有力な仮説となっている。この2つのタンパク質の立場は"ba-ptist"（baptist、つまりバプテスト教会の信者のこと）および"tau-ist"（tauistという単語は存在しないが、taoistと言えば道教を信奉する者のこと）の立場として近年のアルツハイマー研究者の間では論文を介して言われている。"Tau-ist"は、異常なタウタンパク質の沈着が、疾患のカスケード反応の発端となっていると考える。

### タウ仮説
主要原因物質がタウであるという仮説は、アミロイド斑の沈着が神経細胞の脱落と相関していないという観察結果を基礎としている。タウがどのように神経毒性に寄与しているのかについて、微小管安定化因子であるタウがなくなることで細胞骨格の変性につながるのが原因ではないかとする仮説が提唱されている。しかし、タウの過剰リン酸化と、異常な螺旋状線維凝集物の形成がどちらが先に起こるのかについての論争は未決着である。また、タウオパチーという総称で呼ばれる疾患グループがあり、タウオパチーでは共通してタウが異常折りたたみをしていることが明らかとなっていることも、タウ仮説が擁護される原因となっている。しかし研究者の大半は、もう一つの仮説であるアミロイド仮説を擁護し、アミロイドが主要原因物質であると主張している。

### アミロイド仮説
アミロイド仮説は、もともと否定しがたい仮説である。というのも、アミロイドβの前駆体であるAPPをコードしている遺伝子が21番染色体にあるが、トリソミー21（ダウン症候群の名でよく知られる疾患で、生まれつき21番染色体が健常者に比べて一本多い）の患者は、ほぼ例外なく40歳までにアルツハイマー型認知症によく似た症状を呈するからである。この伝統的なアミロイド仮説は、凝集により形成したアミロイド線維が細胞毒性を持つことを指摘する。アミロイド線維は、細胞内カルシウムイオンの恒常性を撹乱し、アポトーシスを引き起こす原因となっていると考えられている。この仮説は、アミロイドβのある変異体が高濃度存在する時、アミロイド線維の形成がin vitroで亢進すること、またマウスモデルを用いた実験で強い認知障害が早期に発症したこととの間に相関が見られるという研究結果によって支持されている。また、ヒトにおけるアルツハイマー型認知症の診断結果とも相関が見られる。しかし、成熟したアミロイド線維によるカルシウム流入誘導のメカニズムは解明されておらず、カルシウム恒常性に代わる細胞毒性のメカニズムも提唱されているがいずれも証明されていない。
最近になって広く支持されているアミロイド仮説の一つにオリゴマー仮説がある。神経毒性をもつ物質はアミロイドβのミスフォールド中間体であり、それは可溶性の単量体でも成熟した線維状ポリマーでもなく、おそらくドーナツ型か星型で真ん中にチャネルを持つオリゴマーである、という仮説である。このオリゴマーが物理的に細胞膜に穴をあけることで、アポトーシスを誘導するのではないかと考えられている。もう一つよく似た仮説として、神経細胞で樹状突起と軸索に局在する球状のオリゴマーが細胞毒性を有するという仮説も存在する。
アミロイド線維＝細胞毒性仮説は、線維化プロセスを阻害するという、創薬のターゲットを明確に打ち出した。以前スズ化合物を対象に行われた開発研究は、この阻害効果に焦点を当てたものが多く、そのほとんどは神経毒性を和らげることに成功したと報じられた。一方、オリゴマー＝細胞毒性仮説は、オリゴマー形成を阻害したり、もしくはAPPからアミロイドβへのプロセシングなどさらに上流の反応を阻害したりする戦略の方が効果的であると主張している。

#### 可溶性の細胞内 (o)Aβ42
2009年に報告された2報の論文は、オリゴマーの(o)Aβ42（Aβの特定の毒性種）が可溶性で細胞内に存在する時に、カゼインキナーゼ2を活性化することによりシナプス伝達を強く阻害することを示した。シナプス伝達の阻害は、アルツハイマー型認知症（特に初期段階でよく見られる）の病理生理学的特徴であった。

### イソプレノイド変化
1994年に発表された論文  は、アルツハイマー型認知症におけるイソプレノイド変化が、通常の老化で起きるものと異なることを示し、アルツハイマー型認知症が早期老化によって引き起こされる疾患ではないことを示した。老化の際、ヒトの脳はドリコール量の進行的な上昇、およびユビキノン量の減少を呈するが、コレステロールとドリキルリン酸（dolichyl phosphate）の濃度は比較的変化がない。アルツハイマー型認知症の患者ではこの状況が逆転し、ドリコール量が減少し、ユビキノン量が上昇する。ドリキルリン酸の濃度も上昇するが、コレステロール濃度は変化しない。糖の運搬体であるドリキルリン酸が上昇したことは、罹患した脳でグリコシル化反応がよく起こるようになったこと、内因性の抗酸化物質ユビキノンが上昇したことは、脂質の過酸化などによって酸化ストレスから脳を守ろうとしていることを反映しているのはないかと考えられている。これらの知見は、メルボルンのスインバン大学脳科学研究所のグループが2006年の論文で発表した、以前ロシアで開発されたポリフェノール剤「ロプレン」が与える特定の神経認知効果を確認したという研究結果からも支持されている（ポリフェノールは体内で代謝されてドリコールに変換される）。